# Amakusanthura dubia
Amakusanthura dubia là một loài chân đều trong họ Anthuridae. Loài này được Barnard miêu tả khoa học năm 1914.